# Didrik Solli-Tangen
Didrik Solli-Tangen é um cantor norueguês.
Representou seu país, a Noruega, no Festival Eurovisão da Canção 2010, em Oslo, Noruega, com a música My Heart Is Yours, cantada exclusivamente em inglês.